# Calceus

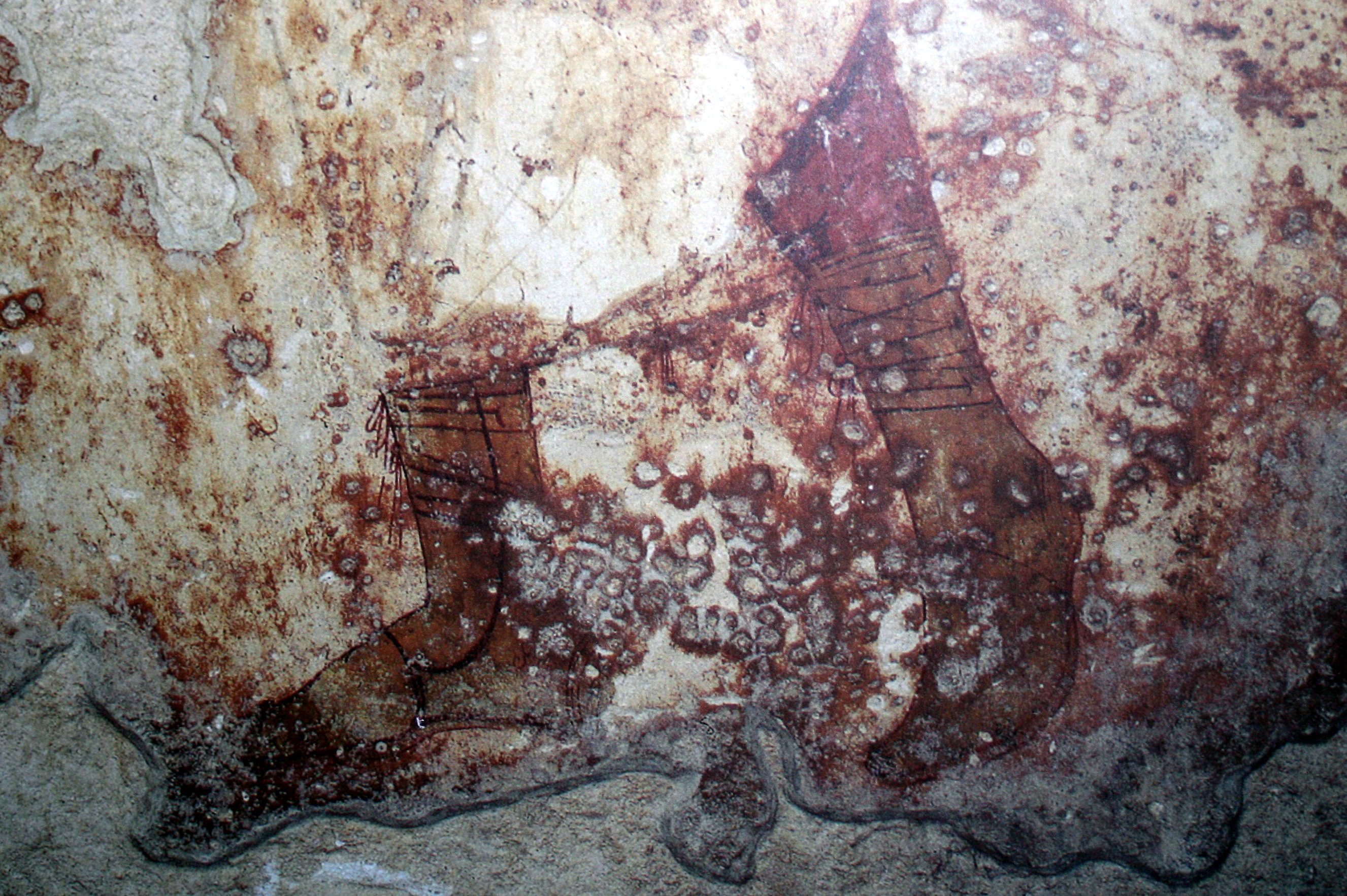

Een calceus (meervoud: calcei) is een stevige solide schoen die gedragen werd door burgers in het oude Rome. Calcei hadden een leren zool, een zachtleren binnenzool en daartussenin verscheidene dunne laagjes leer. Winterschoenen hadden vaak een zool van kurk als isolatie tegen de kou. 
De calceus was er zowel voor mannen als voor vrouwen. Bovenwerk en zool van de calceus waren niet aaneengestikt, maar met nagels aan elkaar vastgemaakt. Omdat de schoen geen verhoogde hak had, werd er nog weleens een dikkere zool onder gezet om kleine personen, vrouwen,  groter te laten lijken.
Als het bovendeel van een calceus tot boven de enkel reikte, of zelfs een deel van het been bedekte, werd de schoen een pero genoemd.